# Teoria prețului
Teoria prețului analizează piețele economice (polipol, oligopol, dipol, polipson, oligopson și monopson) și studiază urmările schimbării prețului, urmările modificării cantității unui produs sau a unui serviciu.

Această teorie este o parte a macroeconomiei, de altfel o parte a economiei generale și poate fi înțeleasă în analiza obiectivelor economice și a proceselor acestora dintr-un punct de vedere general.